# Aki Parviainen
Aki Uolevi Parviainen (Helsinki, 26 ottobre 1974) è un ex giavellottista finlandese, campione mondiale a Siviglia 1999.

## Palmarès
| Anno | Manifestazione    | Sede     | Evento                 | Risultato | Misura  | Note |
| ---- | ----------------- | -------- | ---------------------- | --------- | ------- | ---- |
| 1992 | Mondiali juniores | Seul     | Lancio del giavellotto | Oro       | 76,34 m |      |
| 1995 | Mondiali          | Göteborg | Lancio del giavellotto | 9º        | 79,58 m |      |
| 1997 | Mondiali          | Atene    | Lancio del giavellotto | 8º        | 82,80 m |      |
| 1998 | Europei           | Budapest | Lancio del giavellotto | 9º        | 82,30 m |      |
| 1999 | Mondiali          | Siviglia | Lancio del giavellotto | Oro       | 89,52 m |      |
| 2000 | Olimpiadi         | Sydney   | Lancio del giavellotto | 5º        | 86,62 m |      |
| 2001 | Mondiali          | Edmonton | Lancio del giavellotto | Argento   | 91,31 m |      |
| 2002 | Europei           | Monaco   | Lancio del giavellotto | 8º        | 78,92 m |      |
| 2003 | Mondiali          | Parigi   | Lancio del giavellotto | 5º        | 83,05 m |      |
| 2005 | Mondiali          | Helsinki | Lancio del giavellotto | 9º        | 74,86 m |      |

## Altre competizioni internazionali
1999
- 4º alle IAAF Grand Prix Final ( Monaco di Baviera), lancio del giavellotto - 85,03 m